# Елені Караїндру
Елені Караїндру також Елені Караїндроу (гр. Ελένη Καραΐνδρου, трансліт. Eléni Karaḯndrou, нар. 25 листопада 1941, Тейхіо, Греція) — піаністка і композиторка, особливо відома своїми партитурами до фільмів, театральними п'єсами та музикою до телесеріалів.

## Біографія
Елена виросла в Афінах, де вивчала гру на фортепіано та теорію музики в «Hellenikon Odion», а також історію та археологію в Афінському університеті. У 1967 році вона виїхала з Греції до Парижа, де вивчала етномузикологію (1969-1974) та інструментування в Паризькому університеті та Паризькій канторській школі.
Її кар'єра розпочалася у 1975 році, коли вона почала писати музику для театру і кіно, взявши участь у створенні 18 художніх фільмів, 35 театральних постановок та 11 телевізійних серіалів і телефільмів. Елені Караїндру найбільш відома своєю співпрацею з режисером Тео Ангелопулосом, для якого вона написала музику до семи фільмів. Вона також працювала з іншими грецькими та міжнародними режисерами, зокрема з Крісом Маркером, Жюлем Дассеном та Маргаретою фон Тротта.